# Dialium

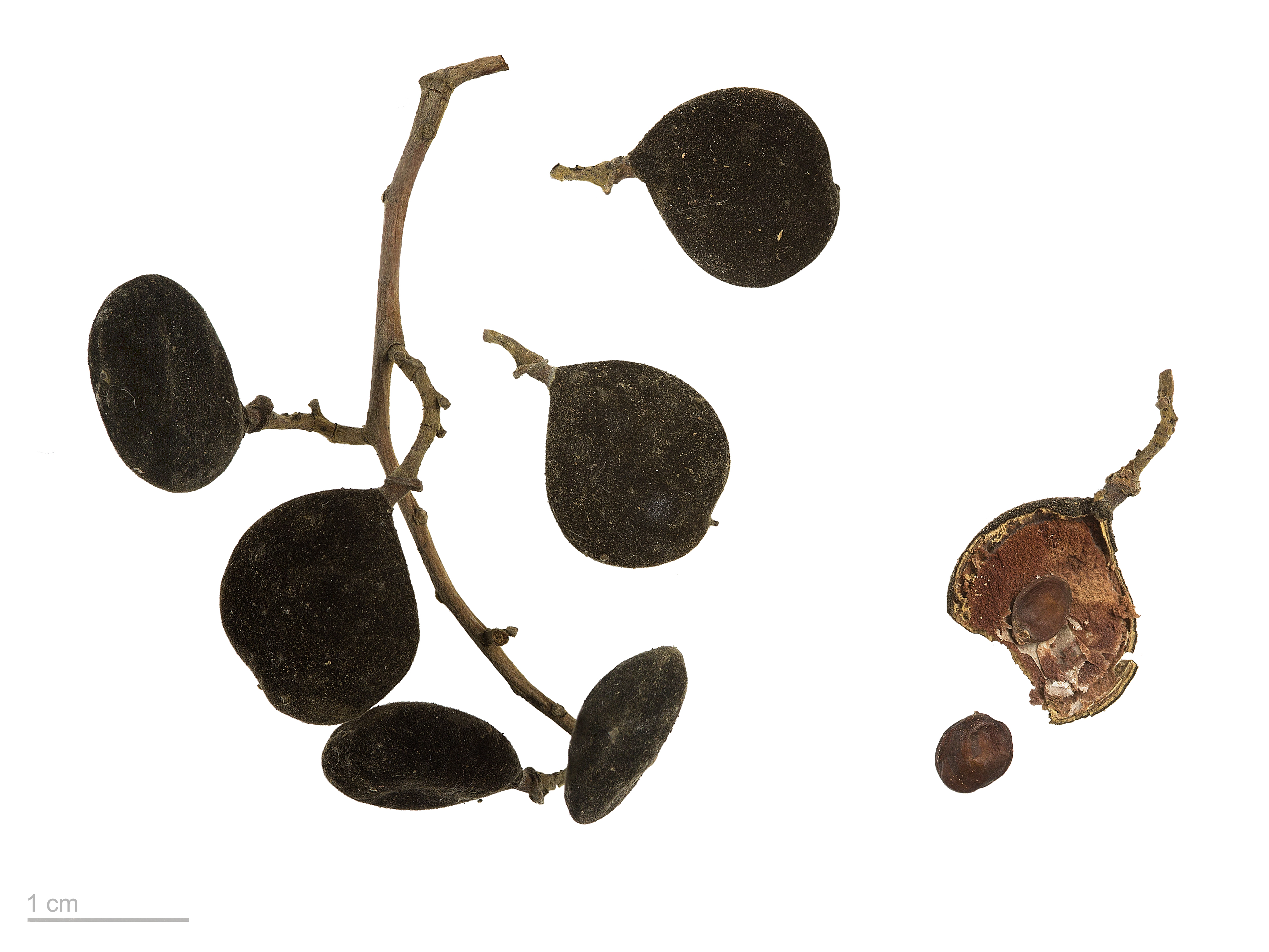
Dialium Sp. - MHNT

Dialium é um género botânico pertencente à família Fabaceae.

## Espécies
- Dialium guianense
- Dialium bipindense
- Dialium cochinchinense
- Dialium excelsum
- Dialium holtzii
- Dialium lopense
- Dialium orientale
- Dialium travancoricum